# World RX de Noruega 2018
El World RX de Noruega 2018, oficialmente  Team Verksted World RX of Norway  es una prueba de Rallycross en Noruega válida para el Campeonato Mundial de Rallycross. Se celebró en el Lånkebanen en Hell, Nord-Trøndelag, Noruega.
Johan Kristoffersson consiguió su cuarta victoria de la temporada a bordo de su Volkswagen Polo GTI, seguido de Mattias Ekström y Petter Solberg.
En RX2 ganó el belga Guillaume De Ridder, seguido del sueco Oliver Eriksson y  el noruego Henrik Krogstad.

## Supercar

### Series
| Pos. | No. | Piloto               | Equipo                          | Auto              | Q1  | Q2  | Q3  | Q4  | Pts |
| ---- | --- | -------------------- | ------------------------------- | ----------------- | --- | --- | --- | --- | --- |
| 1    | 1   | Johan Kristoffersson | PSRX Volkswagen Sweden          | Volkswagen Polo R | 1º  | 1º  | 1º  | 1º  | 16  |
| 2    | 21  | Timmy Hansen         | Team Peugeot Total              | Peugeot 208       | 6º  | 5º  | 2º  | 2º  | 15  |
| 3    | 11  | Petter Solberg       | PSRX Volkswagen Sweden          | Volkswagen Polo R | 3º  | 4º  | 3º  | 8º  | 14  |
| 4    | 71  | Kevin Hansen         | Team Peugeot Total              | Peugeot 208       | 5º  | 6º  | 4º  | 5º  | 13  |
| 5    | 13  | Andreas Bakkerud     | EKS Audi Sport                  | Audi S1           | 7º  | 8º  | 5º  | 3º  | 12  |
| 6    | 68  | Niclas Grönholm      | GRX Taneco Team                 | Hyundai i20       | 9º  | 7º  | 6º  | 4º  | 11  |
| 7    | 9   | Sébastien Loeb       | Team Peugeot Total              | Peugeot 208       | 2º  | 3º  | 23º | 6º  | 10  |
| 8    | 96  | Kevin Eriksson       | Olsbergs MSE                    | Ford Fiesta       | 11º | 9º  | 10º | 10º | 9   |
| 9    | 4   | Robin Larsson        | Olsbergs MSE                    | Ford Fiesta       | 10º | 10º | 12º | 12º | 8   |
| 10   | 5   | Mattias Ekström      | EKS Audi Sport                  | Audi S1           | 8º  | 2º  | 14º | 22º | 7   |
| 11   | 92  | Anton Marklund       | Marklund Motorsport             | Volkswagen Polo   | 13º | 13º | 8º  | 13º | 6   |
| 12   | 6   | Jānis Baumanis       | STARD                           | Ford Fiesta       | 12º | 20º | 9º  | 7º  | 5   |
| 13   | 24  | Tommy Rustad         | Marklund - HTB Racing           | Volkswagen Polo   | 17º | 12º | 13º | 9º  | 4   |
| 14   | 74  | Jérôme Grosset-Janin | GC Kompetition                  | Renault Mégane RS | 21º | 11º | 11º | 14º | 3   |
| 15   | 36  | Guerlain Chicherit   | GC Kompetition                  | Renault Mégane RS | 20º | 14º | 17º | 11º | 2   |
| 16   | 60  | Joni-Pekka Rajala    | STARD                           | Ford Fiesta       | 14º | 15º | 16º | 18º | 1   |
| 17   | 77  | René Münnich         | All-Inkl.com Münnich Motorsport | SEAT Ibiza        | 15º | 21º | 15º | 15º |     |
| 18   | 32  | Alexander Wurz       | MJP Racing Team Austria         | Ford Fiesta       | 18º | 19º | 18º | 16º |     |
| 19   | 64  | Kjetil Larsen        | Kjetil Larsen                   | Volkswagen Polo   | 19º | 17º | 19º | 17º |     |
| 20   | 42  | Oliver Bennett       | Oliver Bennett                  | MINI Cooper       | 16º | 18º | 20º | 20º |     |
| 21   | 7   | Timur Timerzyanov    | GRX Taneco Team                 | Hyundai i20       | 4º  | 22º | 7º  | 23º |     |
| 22   | 66  | Grégoire Demoustier  | Sébastien Loeb Racing           | Peugeot 208       | 23º | 16º | 21º | 19º |     |
| 23   | 31  | Max Pucher           | MJP Racing Team Austria         | Ford Fiesta       | 22º | 23º | 22º | 21º |     |

### Semifinales
Semifinal 1
| Pos. | No. | Piloto               | Equipo                 | Tiempo   | Pts |
| ---- | --- | -------------------- | ---------------------- | -------- | --- |
| 1    | 1   | Johan Kristoffersson | PSRX Volkswagen Sweden | 3:56.105 | 6   |
| 2    | 13  | Andreas Bakkerud     | EKS Audi Sport         | +1.906   | 5   |
| 3    | 11  | Petter Solberg       | PSRX Volkswagen Sweden | +2.539   | 4   |
| 4    | 9   | Sébastien Loeb       | Team Peugeot Total     | +2.925   | 3   |
| 5    | 4   | Robin Larsson        | Olsbergs MSE           | +4.108   | 2   |
| 6    | 92  | Anton Marklund       | Marklund Motorsport    | +5.471   | 1   |

Semifinal 2
| Pos. | No. | Piloto          | Equipo             | Tiempo   | Pts |
| ---- | --- | --------------- | ------------------ | -------- | --- |
| 1    | 21  | Timmy Hansen    | Team Peugeot Total | 3:57.405 | 6   |
| 2    | 5   | Mattias Ekström | EKS Audi Sport     | +0.469   | 5   |
| 3    | 71  | Kevin Hansen    | Team Peugeot Total | +0.988   | 4   |
| 5    | 68  | Niclas Grönholm | GRX Taneco Team    | +1.770   | 3   |
| 5    | 96  | Kevin Eriksson  | Olsbergs MSE       | +3.476   | 2   |
| 6    | 6   | Jānis Baumanis  | STARD              | +3.871   | 1   |

### Final
| Pos. | No. | Piloto               | Equipo                 | Tiempo   | Pts |
| ---- | --- | -------------------- | ---------------------- | -------- | --- |
| 1    | 1   | Johan Kristoffersson | PSRX Volkswagen Sweden | 3:54.906 | 8   |
| 2    | 5   | Mattias Ekström      | EKS Audi Sport         | +0.788   | 5   |
| 3    | 11  | Petter Solberg       | PSRX Volkswagen Sweden | +2.516   | 4   |
| 4    | 71  | Kevin Hansen         | Team Peugeot Total     | +3.665   | 3   |
| 5    | 21  | Timmy Hansen         | Team Peugeot Total     | +9.302   | 2   |
| 6    | 13  | Andreas Bakkerud     | EKS Audi Sport         | +11.257  | 1   |

## RX2 International Series

### Series
| Pos. | No. | Piloto               | Equipo                     | Q1  | Q2  | Q3  | Q4  | Pts |
| ---- | --- | -------------------- | -------------------------- | --- | --- | --- | --- | --- |
| 1    | 16  | Oliver Eriksson      | Olsbergs MSE               | 1º  | 1º  | 1º  | 1º  | 16  |
| 2    | 96  | Guillaume De Ridder  | Olsbergs MSE               | 3º  | 8º  | 2º  | 2º  | 15  |
| 3    | 69  | Sondre Evjen         | JC Raceteknik              | 2º  | 5º  | 6º  | 8º  | 14  |
| 4    | 77  | Henrik Krogstad      | JC Raceteknik              | DNF | 2º  | 3º  | 3º  | 13  |
| 5    | 55  | Vasiliy Gryazin      | Sports Racing Technologies | 4º  | 12º | 4º  | 7º  | 12  |
| 6    | 6   | William Nilsson      | JC Raceteknik              | 9º  | 7º  | 9º  | 6º  | 11  |
| 7    | 8   | Simon Wågø Syversen  | Set Promotion              | 6º  | 9º  | 11º | 10º | 10  |
| 8    | 2   | Ben-Philip Gundersen | JC Raceteknik              | 7º  | 6º  | DNF | 5º  | 9   |
| 9    | 22  | Sami-Matti Trogen    | Set Promotion              | 15º | 10º | 12º | 4º  | 8   |
| 10   | 65  | Jami Kalliomaki      | Set Promotion              | 17º | 3º  | 10º | 12º | 7   |
| 11   | 50  | Nathan Heathcote     | Team Faren                 | 10º | 11º | 7º  | 13º | 6   |
| 12   | 21  | Conner Martell       | Team Faren                 | 5º  | 4º  | 16º | DNF | 5   |
| 13   | 9   | Glenn Haug           | Glenn Haug                 | 11º | 14º | 13º | 9º  | 4   |
| 14   | 12  | Anders Michalak      | Anders Michalak            | 13º | DNF | 5º  | 11º | 3   |
| 15   | 52  | Simon Olofsson       | Simon Olofsson             | 8º  | 15º | 15º | 14º | 2   |
| 16   | 53  | Cole Keatts          | Olsbergs MSE               | 14º | 16º | 8º  | DNF | 1   |
| 17   | 99  | Marcus Hoglund       | JC Raceteknik              | 12º | 13º | 14º | DNF |     |
| 18   | 66  | Albert Llovera       | Albert Llovera             | 16º | 17º | DNF | 15º |     |

### Semifinales
Semifinal 1
| Pos. | No. | Piloto              | Equipo                     | Tiempo   | Pts |
| ---- | --- | ------------------- | -------------------------- | -------- | --- |
| 1    | 16  | Oliver Eriksson     | Olsbergs MSE               | 4:18.458 | 6   |
| 2    | 69  | Sondre Evjen        | JC Raceteknik              | +1.490   | 5   |
| 3    | 55  | Vasily Gryazin      | Sports Racing Technologies | +3.598   | 4   |
| 4    | 22  | Sami-Matti Trogen   | Set Promotion              | +4.527   | 3   |
| 5    | 50  | Nathan Heathcote    | Team Faren                 | +5.520   | 2   |
| 6    | 8   | Simon Wågø Syversen | Set Promotion              | +6.407   | 1   |

Semifinal 2
| Pos. | No. | Piloto               | Equipo        | Tiempo   | Pts |
| ---- | --- | -------------------- | ------------- | -------- | --- |
| 1    | 77  | Henrik Krogstad      | JC Raceteknik | 4:16.331 | 6   |
| 2    | 96  | Guillaume De Ridder  | Olsbergs MSE  | +2.239   | 5   |
| 3    | 6   | William Nilsson      | JC Raceteknik | +3.199   | 4   |
| 4    | 65  | Jami Kalliomaki      | Set Promotion | +4.184   | 3   |
| 5    | 2   | Ben-Philip Gundersen | JC Raceteknik | +4.722   | 2   |
| 6    | 21  | Conner Martell       | Team Faren    | +5.910   | 1   |

### Final
| Pos. | No. | Piloto              | Equipo                     | Tiempo   | Pts |
| ---- | --- | ------------------- | -------------------------- | -------- | --- |
| 1    | 96  | Guillaume De Ridder | Olsbergs MSE               | 4:13.244 | 8   |
| 2    | 16  | Oliver Eriksson     | Olsbergs MSE               | +0.734   | 5   |
| 3    | 77  | Henrik Krogstad     | JC Raceteknik              | +0.882   | 4   |
| 4    | 69  | Sondre Evjen        | JC Raceteknik              | +1.997   | 3   |
| 5    | 55  | Vasiliy Gryazin     | Sports Racing Technologies | +2.912   | 2   |
| 6    | 6   | William Nilsson     | JC Raceteknik              | +10.675  | 1   |

## Campeonatos tras la prueba
| Pos | Piloto               | Pts | Dif |
| --- | -------------------- | --- | --- |
| 1   | Johan Kristoffersson | 135 |     |
| 2   | Sébastien Loeb       | 104 | +31 |
| 3   | Petter Solberg       | 102 | +33 |
| 4   | Andreas Bakkerud     | 101 | +34 |
| 5   | Mattias Ekström      | 97  | +38 |

| Pos | Piloto              | Pts | Dif |
| --- | ------------------- | --- | --- |
| 1   | Oliver Eriksson     | 73  |     |
| 2   | Sondre Evjen        | 64  | +9  |
| 3   | Vasily Gryazin      | 62  | +11 |
| 4   | Guillaume De Ridder | 59  | +14 |
| 5   | Henrik Krogstad     | 57  | +16 |

- Nota: Sólo se incluyen las cinco posiciones principales.